# Bloody Mary (DC Comics)
Bloody Mary è una vampira extraterrestre dei fumetti dell'Universo DC. Comparve per la prima volta in Hawk and Dove vol. 2 n. 21 (febbraio 1991), e fu creata da Karl Kesel e Barbara Kesel.

## Biografia del personaggio
Membro delle Furie Femminili junior, Bloody Mary è un vampiro dell'energia che gode nel succhiare la vita delle sue vittime. Vola utilizzando un disco e può proiettare dei raggi ottici energetici che possono manipolare ipnoticamente i suoi nemici. Odia essere toccata, e attacca chiunque provi a farlo. Per di più, ha lavorato con le Furie solo occasionalmente.
Quando una figura misteriosa cominciò ad assassinare vari Nuovi Dei, Bloody Mary si unì alle sue sorelle guerriere nel tentativo di reclutare Wonder Girl nei loro ranghi per maggiore protezione. Mentre si battevano con la giovane Amazzone, Bloody Mary fu uccisa da Uomo Infinito.
Ferita gravemente, venne salvata e curata da Mad Harriet, una delle Furie di Darkseid.
Scomparve per diversi anni da Apokolips e ritornò più potente di prima pronta a servire di nuovo Darkseid.
Si scoprì che Mary aveva potenziato i suoi poteri grazie all'aiuto del demone Nebiros.

## Poteri e abilità
Bloody Mary può assorbire energia dalle sue vittime tramite il tipico risucchio vampiresco dal collo dei vampiri. Dopo averlo fatto può controllare mentalmente le sue vittime. Può lanciare raggi dagli occhi che sono in grado di muovere telecineticamente oggetti e persone. Mary possiede anche l'abilità di percepire la presenza di altri esseri nelle immediate vicinanze. Dispone di forza, resistenza, velocità, agilità, riflessi sovrumani, ed è immune a qualunque tipo di infezione e malattia, possiede processi di guarigione accelerati, può volare ed è in grado di generare scariche potenti di energia.
Mary è anche un'eccezionale guerriera, esperta nel combattimento corpo a corpo e nell'uso di armi bianche.

## Altre versioni

### Sovereign Seven
Bloody Mary comparve nella serie dedicata ai Sovereign Seven, e fu uccisa dopo aver cercato di succhiare il collo di Maitresse. Tuttavia, la serie non viene considerata parte della continuità dell'Universo DC.